# Уестминстърски дворец
Вижте пояснителната страница за други значения на Уестминстър.
Уестминстърският дворец (на английски: Palace of Westminster) известен също като Сградите на парламента (Houses of Parliament) е комплекс от сгради в Лондон. Той е седалище на двете камари на Парламента на Обединеното кралство (Камарата на общините и Камарата на лордовете). Дворецът е разположен на северния бряг на р. Темза в лондонския район Уестминстър, близо да правителствените сгради в Уайтхол.
Дворецът съдържа 1100 стаи, 100 стълбища и 5 км коридори. Въпреки че сградата основно датира от 19 век, има запазени части от оригиналните исторически сгради, сред които е Уестминстърската зала, използвана днес за тържествени церемониални събития, както и Кулата на скъпоценностите Джуъл Тауър (на английски: Jewel Tower).
В продължение на векове за Уестминстърския дворец и околностите му отговаря т.нар. Лорд велик шамбелан (на английски: Lord Great Chamberlain), директно подчинен на монарха, и едва през 1965 г. контролът преминава към Камарата на общините. Някои церемониални помещения продължават да се контролират от Лорда велик шамбелан.
След пожар през 1834 г. настоящият комплекс е построен през следващите 30 години по проект на архитекта сър Чарлз Бари (1795 – 1860) и неговия асистент Огъстъс Пюджин (1812 – 52). Проектът включва оцелялата Уестминстърската зала и останките на параклиса Сейнт Стивънс.

## История

### Първоначален дворец
През Средновековието местоположението на Уестминстърския дворец е от стратегическо значение, тъй като р. Темза е основна пътна артерия. На мястото е имало постройки поне от англосаксонски времена. Известно в Средновековието като Торни Айлънд, мястото може за първи път да е било използвано за кралска резиденция от крал Кнут Велики (царувал 1016 – 35). Едуард Изповедник, предпоследният англосаксонски крал, построява кралски дворец на Торни Айлънд, съвсем близо западно от Сити ъв Лондон и почти по същото време, когато построява Уестминстърското абатство (1045 – 1050). Торни Айлънд и окръжаващият го район скоро стават известни като Уестминстър (сливане на думите West (запад) и Minster (църква)). След Норманското нашествие крал Уилям I се установява в Кулата на Лондон, но по-късно се премества в Уестминстър. Не са запазени нито сградите, използвани от англосаксонците, нито тези, използвани от Уилям. Най-старата част от двореца днес, Уестминстърската зала, датира от времето на Уилям II, наследник на Уилям I.
Уестминстърският дворец е основната резиденция на английския монарх в Средновековието. Предшественикът на парламента, Кралският съвет (Curia Regis) се събира в Уестминстърската зала, макар че придружава краля, когато той отива в други дворци. Образцовият парламент, първият английски парламент, заседава в двореца през 1295 г.; почти всички следващи парламенти са заседавали там. Кулата на скъпоценностите е построена ок. 1365 г., за да съхранява скъпоценностите на крал Едуард III.
Уестминстър остава основната кралска резиденция до 1512 г., когато пожар унищожава част от сградата. През 1530 г. крал Хенри VIII придобива Йоркския дворец от кардинал Томас Уолси, могъщ министър, загубил благоразположението на краля. Преименувайки го на дворец Уайтхол, той става основна резиденция на краля. Въпреки че Уестминстърският дворец официално остава кралска резиденция, той е използван от двете камари на парламента и като съд.
Тъй като първоначално е кралска резиденция, в двореца не са предвидени специални зали за двете парламентарни камари. Камарата на лордовете първоначално заседава в Залата на кралицата, скромна средновековна зала в южния край на комплекса. По-късно Горната камара заседава в по-голямата Бяла зала, която преди това е приютявала Съда за искове (на английски: Court of Requests). Увеличаването на броя на перовете през 18 век налага преместване, тъй като първоначалната зала вече е тясна за членовете на Горната камара.
Камарата на общините, която няма своя собствена зала, понякога провежда дебатите си в Чаптър Хаус в Уестминстърското абатство. По време на царуването на крал Едуард VI Общините използват параклиса Сейнт Стивънс, който се освобождава след като едноименният религиозен орден е разпуснат със закон от 1547 г., като част от протестантската Реформация. На параклиса са направени промени за удобство на Долната камара. Кристофър Рен е назначен да извърши реконструкция на параклиса в края на 17 век. По време на работата са свалени прозорците на централния кораб и готическият интериор е прикрит зад дъбови панели. Повече места за сядане са създадени за новите членове на парламента, създадени със съюзите с Шотландия (1707) и Ирландия (1800), включително галерия на горно ниво.
Дворцовият комплекс е съществено преустроен от сър Джон Соун в началото на 19 век. Средновековната зала на Камарата на лордовете, която е била цел на проваления Барутен заговор от 1605 г. е срутена като част преустройството, за да се създаде нов церемониален вход в южния край на двореца. Оригиналната крипта, където е заловен Гай Фокс, охранявал буретата с барут, също изчезва по време на реконструкцията. Работата на Соун включва нови съдебни зали, прилепени към Уестминстърската зала и нов вход за членовете към параклиса Сейнт Стивънс.
През 1812 г. в Уестминстърския дворец е застрелян министър-председателят Спенсър Пърсивал от ливърпулския търговец-авантюрист Джон Белингам. Пърсивал е единственият британски министър-председател, който е убит.

### Пожар и преустройство
На 16 октомври 1834 г. в Двореца избухва пожар, след като печка, използвана за изгаряне на пръчките за отбелязване (рабоши) запалват дървената облицовка на Залата на лордовете. В последвалия пожар са унищожени и двете камари на парламента, заедно с повечето други сгради на комплекса. Уестминстърската зала е спасена благодарение на геройски усилия за потушаване на огъня. Кулата на скъпоценностите, криптата на параклиса Сейнт Стивънс и галериите са единствените други оцелели здания. Крал Уилям IV обмисля превръщането на Бъкингамския дворец, който тогава се е обновявал, в ново седалище на парламента. Назначена е кралска комисия за изучаване на възстановяването на двореца и последва разгорещена обществена дискусия относно предложените стилове. На времето е популярен неокласическият проект, подобен на Белия дом и американския Капитолий, но той се свързва с идеите за революция и републиканизъм, докато готическият стил въплъщава консервативните ценности. Комисията обявява през юни 1835 г., че стилът на сградата ще бъде или готически, или елизабетински.
През 1836 г. след проучване на 36 съперничещи си предложения Кралската комисия избира проекта в готически стил на Чарлс Бари. Основният камък е положен през 1840 г.; Залата на лордовете е завършена през 1847 г.; Залата на общините през 1852 г., при което Бари е удостоен с рицарско звание. Въпреки че повечето от работата е изпълнена до към 1860 г., строежът е завършен окончателно едва десетилетие по-късно. Бари (чийто архитектурен стил е повече класически, отколкото готически) разчита в голяма степен на Огъстъс Пюджин за пищните и отличителни интериори, включително тапети, резби, стъклописи и мебелировка, включително кралския трон и балдахини.
По време на бомбардировките на Лондон от Битката за Британия (Втората световна война) дворецът е ударен 14 пъти от бомби. Най-тежка е бомбардировката от 10 май 1941 г., когато е разрушена Залата на общините и загиват трима души. Залата е възстановена под ръководството на архитекта Гайлс Гилбърт Скот до 1950 г.
На 17 юни 1974 г. в Уестминстърската зала избухва 9-килограмова бомба, поставена от ИРА, която нанася значителни щети и ранява 11 души. В друг атентат на ИРА на 30 март 1979 г. на излизане от новия подземен паркинг на двореца с кола-бомба е убит Еъри Нийв, виден консерватор и министър за Северна Ирландия в сянка.
През 2004 г. министър-председателят Тони Блеър е нападнат с „бомби“ от брашно от галериите, след което правилата за допускане на посетители са променени. Те сега трябва да получат писмен пропуск от член на парламента, който удостоверява, че посетителят му е личен познат.
С увеличаването на нуждата от офис пространство, през 1975 г. парламентът придобива помещения в близката сграда „Норман Шоу“ и по-късно в Порткулис Хаус, завършена през 2000 г. Това позволява на членовете на парламента да поддържат собствени офиси.

## Кули
Най-високата кула на двореца, Виктория Тауър, квадратна кула в югозападния му край, е висока 98,5 м. Осмоъгълната Централна кула е висока 91,4 м. Часовниковата кула Биг Бен е висока 96,3 м. В Часовниковата кула има пет камбани, които ехтят на всеки 15 минути. Най-тежката и известна камбана е Биг Бен, която звучи на кръгъл час. Тя е третата по тежина камбана в Англия, с тегло 13,8 тона.

## Зала на лордовете
Залата на камарата на лордовете е разположена в южния край на Уестминстърския дворец. Пищно декорирана, залата е 24.4 м дълга и 13.7 м широка. Пейките в залата, както и друга мебелировка от страната на лордовете в двореца са в червен цвят. Горната част на залата е декорирана със стъклопис и с шест алегорични стенописи, представляващи религията, рицарството и закона. В южния край на залата са богато украсените кралски трон и балдахин. Макар теоретично суверенът да може да седи на трона по време на което и да е заседание, на практика той присъства само на Държавното откриване на парламента, когато произнася Реч от трона, очертавайки законодателния дневен ред на правителството през идната парламентарна сесия. Други членове на кралското семейство, които посещават откриването използват Държавни столове до трона.

## Зала на общините
Залата на Камарата на общините е в северния край на Уестминстърския дворец. Открита е през 1950 г., след като викторианската зала е унищожена при бомбардировка през 1941 г. Залата има размери 20,7 на 14 метра и е далеч по-скромна от Залата на лордовете. Пейките, както и другата мебелировка на Общините в двореца са в зелен цвят. В северния край на залата е столът на председателя (на английски: Speaker), подарък от Австралия. Той е точно копие на стола, подарен от Камарата на общините на Австралия по случай откриването на Австралийския парламент. Пред него е Масата на Камарата, на която седят писарите. На нея е поставен церемониалният жезъл и специални дървени кутии (на английски: despatch box), на които се опират говорещите от правителството и опозицията. Представителите на правителството заемат пейките от дясно на председателя, а на опозицията – отляво. Залата е сравнително малка и може да побере само 427 от 646-те представители – по време на задаването на въпроси на министър-председателя и при важни дебати има правостоящи членове от двете страни на Камарата.
По традиция британският монарх не влиза в Камарата на общините. За последно това е направил крал Чарлс I през 1642 г. Той търси петима членове на парламента, за да ги арестува по обвинение в държавна измяна, но председателят на камарата отказва да отговори къде са те.
Пушенето е забранено в залите на Камарите от 17 век, а от 2005 г. е забранено в целия дворец. Членовете не могат да ядат и пият в залата. Единственото изключение е канцлерът на хазната, който може да пие алкохолно питие, докато представя бюджета.
По правило името на монарха не може да се използва по време на дебат без предварително позволение от председателя.

## Уестминстърска зала
Уестминстърската зала (Wesminster Hall), най-старата част на Уестминстърския дворец е издигната през 1097 г., по което време е най-голямата зала в Европа. По-късно е задмината от Консиержери в Париж (1301 – 1306) и зала в Падуа от същото време. Покривът вероятно първоначално се поддържал от колони, разделяйки залата на три пътеки, но по време на крал Ричард II те са подменени от кралския дърводелец Хю Херланд с готически свободно-носещ дървен покрив, „най-великото творение на средновековната дървена архитектура“, който позволява първоначалните три пътеки да бъдат заменени от единно огромно открито пространство с подиум на края. Кралският архитект Хенри Йевъл оставя първоначалните размери, но украсява стените с петнадесет статуи на крале в реален размер, поставени в ниши. Уестминстърската зала има най-големия средновековен покрив в Англия, 73,2 на 20,7 метра.
От 12 до 19 век в залата се състоят коронационните банкети в чест на новите монарси. Последният банкет е през 1812 г. за крал Джордж IV. Неговият наследник, Уилям IV изоставя идеята, защото я счита за твърде скъпа. Залата се използва за държавни погребения – почест, обикновено запазена за монарсите и техните съпруги. Единствените не-кралски личности, положени там през 20 век, са граф Фредерик Робъртс (1914) и сър Уинстън Чърчил (1965). Последното погребение е на кралицата-майка Елизабет през 2002 г.
Архитектурният историк Дан Круикшанк избира Уестминстърския дворец за една от деветте сгради, представени в поредицата на BBC Най-добрите сгради на Британия, включваща епизоди за Дърамската катедрала, двореца Бленъм и двореца Уиндзор.
Най-близката станция на Лондонското метро е станция Уестминстър.